# AFC Futsal Club Championship 2019
La AFC Futsal Club Championship 2019 è stata la 10ª edizione del torneo continentale riservato ai club di calcio a 5 vincitori nella precedente stagione del massimo campionato delle federazioni affiliate alla AFC. La competizione inizia il 7 agosto 2019 per finire il 17 dello stesso mese.

## Squadre partecipanti
Tutte le nazioni che partecipano schierano una sola squadra, per un totale di 16 squadre.

### Lista
I club sono stati ordinati in base al risultato della federazione nell'edizione precedente.

| Rank | Squadra                     | Urna |
| ---- | --------------------------- | ---- |
| 1/H  | Port                        | 1    |
| 2/TH | Mes Sungun                  | 1    |
| 3    | Thái Sơn Nam                | 1    |
| 4    | Bank of Beirut              | 1    |
| 5    | Naft Al-Wasat               | 2    |
| 6    | Nagoya Oceans               | 2    |
| 7    | Vamos Mataram               | 2    |
| 8    | Osh EREM                    | 2    |
| 9    | Al Dhafra                   | 3    |
| 10   | Nanling Tielang             | 3    |
| 11   | Al-Rayyan                   | 3    |
| 12   | Soro                        | 3    |
| 13   | AGMK Olmaliq                | 4    |
| 14   | Victoria University College | 4    |
| 15   | Seoul                       | 4    |
| 16   | Kazma                       | 4    |

Note
- (TH) – Squadra campione in carica
- (H) – Squadra ospitante

### Formula
Le 16 squadre si affrontano in quattro gironi da quattro, sorteggiati il 27 giugno. Le prime due di ogni girone accedono alla fase finale ad eliminazione diretta.

## Fase a gironi

### Gruppo A
| Squadra         | P.ti | G | V | N | P | GF | GS | DR |
| --------------- | ---- | - | - | - | - | -- | -- | -- |
| Port            | 9    | 3 | 3 | 0 | 0 | 10 | 1  | +9 |
| Nanling Tielang | 6    | 3 | 2 | 0 | 1 | 12 | 9  | +3 |
| Osh EREM        | 3    | 3 | 1 | 0 | 2 | 8  | 14 | -6 |
| Seoul           | 0    | 3 | 0 | 0 | 3 | 5  | 11 | -6 |

| Bangkok 7 agosto 2019, ore 14:30 | Osh EREM     | 3 – 8 (1-2) referto | Nanling Tielang | Bangkok Arena (100 spett.)\| Arbitro: \| Helday Idang \| |
| Arbitro:                         | Helday Idang |                     |                 |                                                          |

| Bangkok 7 agosto 2019, ore 19:30 | Port                   | 3 – 0 (2-0) referto | Seoul | Bangkok Arena (1.200 spett.)\| Arbitro: \| Ebrahim Mehrabi Afshar \| |
| Arbitro:                         | Ebrahim Mehrabi Afshar |                     |       |                                                                      |

| Bangkok 9 agosto 2019, ore 14:30 | Seoul                      | 3 – 5 (1-2) referto | Osh EREM | Bangkok Arena (100 spett.)\| Arbitro: \| Jargalsaikhan Rentsenkhand \| |
| Arbitro:                         | Jargalsaikhan Rentsenkhand |                     |          |                                                                        |

| Bangkok 9 agosto 2019, ore 19:30 | Nanling Tielang | 1 – 4 (0-4) referto | Port | Bangkok Arena (4.196 spett.)\| Arbitro: \| Ryan Shepheard \| |
| Arbitro:                         | Ryan Shepheard  |                     |      |                                                              |

| Bangkok 11 agosto 2019, ore 17:00 | Nanling Tielang | 3 – 2 (1-1) referto | Seoul | Bangkok Arena (400 spett.)\| Arbitro: \| Fahad Al-Hosani \| |
| Arbitro:                          | Fahad Al-Hosani |                     |       |                                                             |

| Bangkok 11 agosto 2019, ore 19:30 | Port             | 3 – 0 (2-0) referto | Osh EREM | Bangkok Arena (3.030 spett.)\| Arbitro: \| Trương Quốc Dũng \| |
| Arbitro:                          | Trương Quốc Dũng |                     |          |                                                                |

### Gruppo B
| Squadra       | P.ti | G | V | N | P | GF | GS | DR  |
| ------------- | ---- | - | - | - | - | -- | -- | --- |
| Thái Sơn Nam  | 9    | 3 | 3 | 0 | 0 | 15 | 6  | +9  |
| AGMK Olmaliq  | 6    | 3 | 2 | 0 | 1 | 13 | 12 | +1  |
| Naft Al-Wasat | 3    | 3 | 1 | 0 | 2 | 16 | 15 | +1  |
| Al-Rayyan     | 0    | 3 | 0 | 0 | 3 | 10 | 21 | -11 |

| Bangkok 7 agosto 2019, ore 12:00 | Naft Al-Wasat | 9 – 4 (3-2) referto | Al-Rayyan | Bangkok Arena (100 spett.)\| Arbitro: \| Lee Po-fu \| |
| Arbitro:                         | Lee Po-fu     |                     |           |                                                       |

| Bangkok 7 agosto 2019, ore 17:00 | Thái Sơn Nam       | 4 – 1 (1-1) referto | AGMK Olmaliq | Bangkok Arena (200 spett.)\| Arbitro: \| Hiroyuki Kobayashi \| |
| Arbitro:                         | Hiroyuki Kobayashi |                     |              |                                                                |

| Bangkok 9 agosto 2019, ore 12:00 | AGMK Olmaliq    | 5 – 3 (1-1) referto | Naft Al-Wasat | Bangkok Arena (100 spett.)\| Arbitro: \| Fahad Al-Hosani \| |
| Arbitro:                         | Fahad Al-Hosani |                     |               |                                                             |

| Bangkok 9 agosto 2019, ore 17:00 | Al-Rayyan  | 1 – 5 (1-1) referto | Thái Sơn Nam | Bangkok Arena (100 spett.)\| Arbitro: \| Rey Ritaga \| |
| Arbitro:                         | Rey Ritaga |                     |              |                                                        |

| Bangkok 11 agosto 2019, ore 12:00 | Thái Sơn Nam       | 6 – 4 (3-2) referto | Naft Al-Wasat | Bangkok Arena (50 spett.)\| Arbitro: \| Hiroyuki Kobayashi \| |
| Arbitro:                          | Hiroyuki Kobayashi |                     |               |                                                               |

| Bangkok 11 agosto 2019, ore 14:30 | Al-Rayyan      | 5 – 7 (2-5) referto | AGMK Olmaliq | Bangkok Arena (200 spett.)\| Arbitro: \| Ryan Shepheard \| |
| Arbitro:                          | Ryan Shepheard |                     |              |                                                            |

### Gruppo C
| Squadra                     | P.ti | G | V | N | P | GF | GS | DR  |
| --------------------------- | ---- | - | - | - | - | -- | -- | --- |
| Bank of Beirut              | 9    | 3 | 3 | 0 | 0 | 15 | 4  | +11 |
| Vamos Mataram               | 6    | 3 | 2 | 0 | 1 | 9  | 8  | +1  |
| Soro                        | 3    | 3 | 1 | 0 | 2 | 12 | 18 | -6  |
| Victoria University College | 0    | 3 | 0 | 0 | 3 | 7  | 13 | -6  |

| Bangkok 8 agosto 2019, ore 12:00 | Vamos Mataram        | 6 – 4 (4-2) referto | Soro | Bangkok Arena (100 spett.)\| Arbitro: \| Husain Ali Al-Bahhar \| |
| Arbitro:                         | Husain Ali Al-Bahhar |                     |      |                                                                  |

| Bangkok 8 agosto 2019, ore 17:00 | Bank of Beirut | 4 – 2 (2-1) referto | Victoria University College | Bangkok Arena (100 spett.)\| Arbitro: \| An Ran \| |
| Arbitro:                         | An Ran         |                     |                             |                                                    |

| Bangkok 10 agosto 2019, ore 12:00 | Victoria University College | 0 – 3 (0-1) referto | Vamos Mataram | Bangkok Arena (100 spett.)\| Arbitro: \| Kim Jong-hee \| |
| Arbitro:                          | Kim Jong-hee                |                     |               |                                                          |

| Bangkok 10 agosto 2019, ore 17:00 | Soro             | 2 – 7 (1-3) referto | Bank of Beirut | Bangkok Arena (300 spett.)\| Arbitro: \| Trương Quốc Dũng \| |
| Arbitro:                          | Trương Quốc Dũng |                     |                |                                                              |

| Bangkok 12 agosto 2019, ore 12:00 | Bank of Beirut | 4 – 0 (0-0) referto | Vamos Mataram | Bangkok Arena (100 spett.)\| Arbitro: \| Rey Ritaga \| |
| Arbitro:                          | Rey Ritaga     |                     |               |                                                        |

| Bangkok 12 agosto 2019, ore 14:30 | Soro                 | 6 – 5 (3-1) referto | Victoria University College | Bangkok Arena (100 spett.)\| Arbitro: \| Hasan Mousa Al-Gburi \| |
| Arbitro:                          | Hasan Mousa Al-Gburi |                     |                             |                                                                  |

### Gruppo D
| Squadra       | P.ti | G | V | N | P | GF | GS | DR  |
| ------------- | ---- | - | - | - | - | -- | -- | --- |
| Nagoya Oceans | 9    | 3 | 3 | 0 | 0 | 10 | 5  | +5  |
| Mes Sungun    | 6    | 3 | 2 | 0 | 1 | 15 | 5  | +10 |
| Al Dhafra     | 3    | 3 | 1 | 0 | 2 | 5  | 11 | -6  |
| Kazma         | 0    | 3 | 0 | 0 | 3 | 5  | 14 | -9  |

| Bangkok 8 agosto 2019, ore 14:30 | Nagoya Oceans    | 4 – 2 (2-1) referto | Al Dhafra | Bangkok Arena (100 spett.)\| Arbitro: \| Anatoliy Rubakov \| |
| Arbitro:                         | Anatoliy Rubakov |                     |           |                                                              |

| Bangkok 8 agosto 2019, ore 19:30 | Mes Sungun    | 8 – 2 (4-0) referto | Kazma | Bangkok Arena (100 spett.)\| Arbitro: \| Nurdin Bukuev \| |
| Arbitro:                         | Nurdin Bukuev |                     |       |                                                           |

| Bangkok 10 agosto 2019, ore 14:30 | Kazma                | 1 – 3 (0-1) referto | Nagoya Oceans | Bangkok Arena (100 spett.)\| Arbitro: \| Husain Ali Al-Bahhar \| |
| Arbitro:                          | Husain Ali Al-Bahhar |                     |               |                                                                  |

| Bangkok 10 agosto 2019, ore 19:30 | Al Dhafra       | 0 – 5 (0-1) referto | Mes Sungun | Bangkok Arena (100 spett.)\| Arbitro: \| Yuttakon Maiket \| |
| Arbitro:                          | Yuttakon Maiket |                     |            |                                                             |

| Bangkok 12 agosto 2019, ore 17:00 | Mes Sungun      | 2 – 3 (1-2) referto | Nagoya Oceans | Bangkok Arena (200 spett.)\| Arbitro: \| Yuttakon Maiket \| |
| Arbitro:                          | Yuttakon Maiket |                     |               |                                                             |

| Bangkok 12 agosto 2019, ore 19:30 | Al Dhafra     | 3 – 2 (0-0) referto | Kazma | Bangkok Arena (100 spett.)\| Arbitro: \| Nurdin Bukuev \| |
| Arbitro:                          | Nurdin Bukuev |                     |       |                                                           |

## Fase a eliminazione diretta

### Tabellone
|  | Quarti di finale | Quarti di finale |              |              | Semifinali                | Semifinali                |  |  | Finale | Finale |
|  |                  |                  |              |              |                           |                           |  |  |        |        |
|  |                  |                  |              |              |                           |                           |  |  |        |        |
|  |                  |                  |              |              |                           |                           |  |  |        |        |
|  | Port             | 3                |              |              |                           |                           |  |  |        |        |
|  | Port             | 3                |              |              |                           |                           |  |  |        |        |
|  | AGMK Olmaliq     | 4                |              |              |                           |                           |  |  |        |        |
|  | AGMK Olmaliq     | 4                | AGMK Olmaliq | 3            |                           |                           |  |  |        |        |
|  |                  |                  | AGMK Olmaliq | 3            |                           |                           |  |  |        |        |
|  |                  | Mes Sungun       | 7            |              |                           |                           |  |  |        |        |
|  | Bank of Beirut   | Mes Sungun       | 7            | 2            |                           |                           |  |  |        |        |
|  | Bank of Beirut   |                  |              | 2            |                           |                           |  |  |        |        |
|  | Mes Sungun (dts) | 3                |              |              |                           |                           |  |  |        |        |
|  | Mes Sungun (dts) | 3                | Mes Sungun   | 0            |                           |                           |  |  |        |        |
|  |                  |                  | Mes Sungun   | 0            |                           |                           |  |  |        |        |
|  |                  | Nagoya Oceans    | 2            |              |                           |                           |  |  |        |        |
|  | Thái Sơn Nam     | Nagoya Oceans    | 2            | 5            |                           |                           |  |  |        |        |
|  | Thái Sơn Nam     |                  |              | 5            |                           |                           |  |  |        |        |
|  | Nanling Tielang  | 1                |              |              |                           |                           |  |  |        |        |
|  | Nanling Tielang  | 1                | Thái Sơn Nam | 1            | Finale per il terzo posto | Finale per il terzo posto |  |  |        |        |
|  |                  |                  | Thái Sơn Nam | 1            | Finale per il terzo posto | Finale per il terzo posto |  |  |        |        |
|  |                  | Nagoya Oceans    | 3            |              |                           |                           |  |  |        |        |
|  | Nagoya Oceans    | Nagoya Oceans    | 3            | 3            | AGMK Olmaliq              | 4                         |  |  |        |        |
|  | Nagoya Oceans    |                  |              | 3            | AGMK Olmaliq              | 4                         |  |  |        |        |
|  | Vamos Mataram    | 1                |              | Thái Sơn Nam | 6                         |                           |  |  |        |        |
|  | Vamos Mataram    | 1                |              |              | 6                         |                           |  |  |        |        |
|  |                  |                  |              |              |                           |                           |  |  |        |        |
|  |                  |                  |              |              |                           |                           |  |  |        |        |

### Quarti di finale
| Bangkok 14 agosto 2019, ore 11:00 | Nagoya Oceans          | 3 – 1 (2-0) referto | Vamos Mataram | Bangkok Arena (100 spett.)\| Arbitro: \| Ebrahim Mehrabi Afshar \| |
| Arbitro:                          | Ebrahim Mehrabi Afshar |                     |               |                                                                    |

| Bangkok 14 agosto 2019, ore 14:00 | Bank of Beirut   | 2 – 3 (d.t.s.) (2-1, 2-2, 2-3) referto | Mes Sungun | Bangkok Arena (200 spett.)\| Arbitro: \| Trương Quốc Dũng \| |
| Arbitro:                          | Trương Quốc Dũng |                                        |            |                                                              |

| Bangkok 14 agosto 2019, ore 17:00 | Thái Sơn Nam    | 5 – 1 (0-0) referto | Nanling Tielang | Bangkok Arena (200 spett.)\| Arbitro: \| Yuttakon Maiket \| |
| Arbitro:                          | Yuttakon Maiket |                     |                 |                                                             |

| Bangkok 14 agosto 2019, ore 20:00 | Port            | 3 – 4 (0-1) referto | AGMK Olmaliq | Bangkok Arena (3.300 spett.)\| Arbitro: \| Fahad Al-Hosani \| |
| Arbitro:                          | Fahad Al-Hosani |                     |              |                                                               |

### Semifinali
| Bangkok 15 agosto 2019, ore 15:00 | Thái Sơn Nam   | 1 – 3 (0-2) referto | Nagoya Oceans | Bangkok Arena (100 spett.)\| Arbitro: \| Ryan Shepheard \| |
| Arbitro:                          | Ryan Shepheard |                     |               |                                                            |

| Bangkok 15 agosto 2019, ore 18:00 | AGMK Olmaliq  | 3 – 7 (2-4) referto | Mes Sungun | Bangkok Arena (200 spett.)\| Arbitro: \| Nurdin Bukuev \| |
| Arbitro:                          | Nurdin Bukuev |                     |            |                                                           |

### Finale 3º posto
| Bangkok 17 agosto 2019, ore 15:30 | AGMK Olmaliq    | 4 – 6 (3-1) referto | Thái Sơn Nam | Bangkok Arena (200 spett.)\| Arbitro: \| Fahad Al-Hosani \| |
| Arbitro:                          | Fahad Al-Hosani |                     |              |                                                             |

### Finale
| Bangkok 17 agosto 2019, ore 18:00 | Mes Sungun      | 0 – 2 (0-1) referto | Nagoya Oceans | Bangkok Arena (1.200 spett.)\| Arbitro: \| Yuttakon Maiket \| |
| Arbitro:                          | Yuttakon Maiket |                     |               |                                                               |

## Premi
| Premio                       | Giocatore      |
| ---------------------------- | -------------- |
| Miglior giocatore del torneo | Kazuya Shimizu |
| Scarpa d'oro                 | Kazuya Shimizu |
| Fair Play                    | Mes Sungun     |